# Walter B. Gibson
Pour les articles homonymes, voir Gibson.
Walter Brown Gibson, né le 12 septembre 1897 à Philadelphie, en Pennsylvanie, et mort le 6 décembre 1985 à Kingston, dans l'État de New York, est un écrivain, auteur de nombreux romans et nouvelles publiés dans des pulp, et un magicien américain.

## Biographie
Créateur de The Shadow en 1931, il en écrit, seul ou en collaboration avec Lester Dent, plus de 300 romans et nouvelles consacrés à ce héros, parus initialement dans The Shadow Detective Monthly. Pour cette série où se mêlent des récits policiers, d'aventure et d'espionnage, il emploie toujours le pseudonyme de Maxwell Grant qui sert également à l'écrivain Bruce Elliott.
Il publie également à partir de 1938 des nouvelles ayant pour héros le détective amateur Norgil, qui se produit sur scène comme magicien, et, pendant sa carrière, plus d'une centaine d'ouvrages consacrés à la magie, aux faits divers, au yoga, à l'hypnotisme, au spiritualisme, etc.

## Œuvre

### Romans

#### SérieThe Shadowsignée Maxwell Grant
- The Living Shadow (1931) Publié en français sous le titre Le Disque chinois, Paris, Riny Service, s.d.
- The Eyes of Shadow (1931) Publié en français sous le titre Le Regard sans visage, Paris, Riny Service, s.d.
- The Shadow Laughs (1931)
- The Red Menace (1931)
- Gangdom's Doom (1931)
- The Death Tower (1932)
- The Silent Seven (1932)
- The Black Mask (1932)
- Mobsmen on the Spot (1932)
- Hands in the Dark (1932)
- Double Z (1932)
- The Crime Cult (1932)
- The Blackmail Ring (1932)
- Hidden Death (1932)
- Green Eyes (1932)
- The Ghost Makers (1932)
- The Five Chameleons (1932)
- Dead Men Live (1932)
- The Romanoff Jewels (1932)
- Kings of Crime (1932)
- Shadowed Millions (1933)
- The Creeping Death (1933)
- The Shadow’s Shadow (1933)
- Six Men of Evil (1933)
- Fingers of Death (1933)
- Murder Trail (1933)
- The Silent Death (1933)
- The Shadow’s Justice (1933)
- The Golden Grotto (1933)
- The Death Giver (1933)
- The Red Blot (1933)
- The Ghost of the Manor (1933)
- The Living Joss (1933)
- The Silver Scourge (1933)
- The Black Hush (1933)
- The Isle of Doubt (1933)
- The Grove of Doom (1933)
- Master of Death (1933)
- Road of Crime (1933)
- The Death Triangle (1933)
- The Killer (1933)
- Mox (1933)
- The Crime Clinic (1933)
- Treasures of Death (1933)
- The Embassy Murders (1934)
- The Wealth Seeker (1934)
- The Black Falcon (1934)
- Gray Fist (1934)
- The Circle of Death (1934)
- The Green Box (1934)
- The Cobra (1934)
- Crime Circus (1934)
- Tower of Death (1934)
- Death Clew (1934)
- The Key (1934)
- The Crime Crypt (1934)
- Charg, Monster (1934)
- Chain of Death (1934)
- The Crime Master (1934)
- Gypsy Vengeance (1934)
- Spoils of the Shadow (1934)
- The Garaucan Swindle (1934)
- Murder Marsh (1934)
- The Death Sleep (1934)
- The Chinese Disks (1934)
- Doom on the Hill (1934)
- The Unseen Killer (1934)
- Cyro (1934)
- The Four Signets (1935)
- The Blue Sphinx (1935)
- The Plot Master (1935)
- The Dark Death (1935)
- Crooks Go Straight (1935)
- Bells of Doom (1935)
- Lingo (1935)
- The Triple Trail (1935)
- The Golden Quest (1935)
- The Third Skull (1935)
- Murder Every Hour (1935)
- The Condor (1935)
- The Fate Joss (1935)
- Atoms of Death (1935)
- The Man from Scotland Yard (1935)
- The Creeper (1935)
- Mardi Gras Mystery (1935)
- The London Crimes (1935)
- The Ribbon Clues (1935)
- The House That Vanished (1935)
- The Chinese Tapestry (1935)
- The Python (1935)
- Zemba (1935)
- The Case of Congressman Coyd (1935)
- The Ghost Murders (1936)
- Castle of Doom (1936)
- Death Rides the Skyway (1936)
- The North Woods Mystery (1936)
- The Voodoo Master (1936)
- The Third Shadow (1936)
- The Salamanders (1936)
- The Man from Shanghai (1936)
- The Gray Ghost (1936)
- The City of Doom (1936)
- The Crime Oracle (1936)
- Murder Town (1936)
- The Yellow Door (1936)
- The Broken Napoleons (1936)
- The Sledge-Hammer Crimes (1936)
- Terror Island (1936)
- The Golden Masks (1936)
- Jibaro Death (1936)
- City of Crime (1936)
- Death by Proxy (1936)
- The Strange Disappearance of Joe Cardona (1936)
- The Seven Drops of Blood (1936)
- Intimidation, Inc. (1936)
- Vengeance Is Mine (1937)
- Loot of Death (1937)
- Quetzal (1937)
- Death Token (1937)
- Murder House (1937)
- Washington Crime (1937)
- The Masked Headsman (1937)
- Treasure Trail (1937)
- Brothers of Doom (1937)
- The Shadow’s Rival (1937)
- Crime, Insured (1937)
- House of Silence (1937)
- The Shadow Unmasks (1937)
- The Yellow Band (1937)
- Buried Evidence (1937)
- The Radium Murders (1937)
- The Keeper’s Gold (1937)
- Death Turrets (1937)
- Teeth of the Dragon (1937)
- The Sealed Box (1937)
- Racket Town (1937)
- The Crystal Buddha (1938)
- Hills of Death (1938)
- The Murder Master (1938)
- Face of Doom (1938)
- Serpents of Siva (1938)
- Cards of Death (1938)
- The Hand (1938)
- Voodoo Trail (1938)
- The Rackets King (1938)
- Murder for Sale (1938)
- The Golden Vulture (1938), en collaboration avec Lester Dent
- Death Jewels (1938)
- The Green Hoods (1938)
- The Dead Who Lived (1938)
- Vanished Treasure (1938)
- The Voice (1938)
- Chicago Crime (1938)
- Shadow Over Alcatraz (1938)
- Silver Skull (1938)
- Crimes Rides the Sea (1939)
- Realm of Doom (1939)
- The Lone Tiger (1939)
- The Vindicaor (1939)
- Death Ship (1939)
- Battle of Greed (1939)
- The Three Brothers (1939)
- Smugglers of Death (1939)
- City of Shadows (1939)
- Death from Nowhere (1939)
- Isle of Gold (1939)
- Wizard of Crime (1939)
- The Crime Ray (1939)
- The Golden Master (1939)
- Castle of Crime (1939)
- The Masked Lady (1939)
- Ships of Doom (1939)
- City of Ghosts (1939)
- Shiwan Khan Returns (1939)
- House of Shadows (1939)
- Death's Prenium (1940)
- The Hooded Circle (1940)
- The Getaway Ring (1940)
- Voice of Death (1940)
- The Invincible Shiwan Khan (1940)
- The Veiled Prophet (1940)
- The Spy Ring (1940)
- Death in the Stars (1940)
- Master of Death (with Shiwan Khan) (1940)
- The Scent of Death (1940)
- Gems of Doom (1940)
- Crime at Seven Oaks (1940)
- The Fifth Face (1940)
- Crime County (1940)
- The Wasp (1940)
- Crime Over Miami (1940)
- Xitli, God of Fire (1940)
- The Shadow, the Hawk and the Skull (1940)
- Forgotten Gold (1941)
- The Wasp Returns (1941)
- The Chinese Primerose (1941)
- Mansion of Crime (1941)
- The Time Master (1941)
- The House of Ledge (1941)
- The League of Death (1941)
- Crime Under Cover (1941)
- The Thunder King (1941)
- The Star of Delhi (1941)
- The Blur (1941)
- The Shadow Meets the Mask (1941)
- The Devil Master (1941)
- Garden of Death (1941)
- Dictator of Crime (1941)
- The Blackmail King (1941)
- Temple of Crime (1941)
- Murder Mansion (1941)
- Crime's Stronghold (1941)
- Alibi Trail (1942)
- The Book of Death (1942)
- Death Diamond (1942)
- Veangeance Bay (1942)
- Formula for Crime (1942)
- Room of Doom (1942)
- The Jade Dragon (1942)
- The Northdale Mystery (1942)
- Twins of Crime (1942)
- The Devil’s Feud (1942)
- Five Ivory Boxes (1942)
- Death About Town (1942)
- Legacy of Death (1942)
- Judge Lawless (1942)
- The Vampire Murders (1942)
- Clue for Clue (1942)
- Trail of Vengeance (1942)
- The Murdering Ghost (1942)
- The Hydra (1942)
- The Money Master (1942)
- The Museum Murders (1943)
- Death’s Masquerade (1943)
- The Devil Monsters (1943)
- Wizard of Crime (1943), récit différent de celui du même titre paru en 1939
- The Black Dragon (1943)
- The Robot Master (1943)
- Murder Lake (1943)
- Messenger of Death (1943)
- House of Ghosts (1943)
- King of the Black Market (1943)
- The Muggers (1943)
- Murder by Moonlight (1943)
- The Crystal Skull (1944)
- Syndicate of Death (1944)
- The Toll of Death (1944)
- Crime Caravan (1944)
- The Freak Show Murders (1944)
- Voodoo Death (1944)
- Town of Hate (1944)
- Death in the Crystal (1944)
- The Chest of Chu Chan (1944)
- The Shadow Meets the Mask (1944), récit différent de celui du même titre paru en 1941
- Fountain of Death (1944)
- No Time for Murder (1944)
- Guardian of Death (1945)
- Merry Mrs. Macbeth (1945)
- Five Keys to Crime (1945)
- Death Has Grey Eyes (1945)
- Tear-Drops of Buddha (1945)
- Three Stamps of Death (1945)
- The Mask of Mephisto (1945) Publié en français sous le titre Le Spectre : Le Masque de Méphisto, Grenoble, J. Glénat, coll. « Marginalia » no 7, 1977
- Murder by Magic (1945)
- The Taiwan Joss (1945)
- A Quarter of Eight (1945)
- The White Skulls (1945)
- The Stars Promise Death (1945)
- The Banshee Murders (1946)
- Crime Out of Mind (1946)
- Mother Goose Murders (1946)
- Crime Over Casco (1946)
- The Curse of Thoth (1946)
- Alibi Trail (1946), récit différent de celui du même titre paru en 1942
- Malmordo (1946)
- Jade Dragon (1948), récit différent de celui du même titre paru en 1942
- Dead Man’s Chest (1948)
- The Magigals Mystery (1949)
- The Black Circle (1949)
- The Whispering Eyes (1949)

### Nouvelles

#### SérieThe Shadow
- Enter the Shadow (1938)
- The House of Mox (1938)
- The Hush-Money Expert (1938)
- The Black Falcon (1938)
- Murder Marsh (1938)
- The Lair of Li Sheng (1938)
- Gas! (1938)
- The Fire-Walkers (1938)
- The Man from Mandalay (1938)
- The Golden Pagoda (1938)
- The Great Atlantic Mystery (1939)
- Secret Document Q4 (1940)

#### SérieNorgil the Magician
- Ring of Death (1938)
- Murderer's Throne (1938)
- The Second Double (1938)
- Drinks on the House (1938)
- Chinaman's Chance (1938)
- The Glass Box (1938)
- The Mad Magician (1938)
- The Ghost That Came Back (1938)
- The Silver Venus (1938)
- Double-Barrelled Magic (1938)
- Magician's Choice (1938)
- Old Crime Week (1939)
- Murder in Wax (1939)
- The Mystery of Moloch (1939)
- $5,000 Reward (1939)
- The Chest of Ching Ling Foo (1939)
- The Blue Pearls (1939)
- The Lady and the Lion (1940)
- Crime in the Crystal (1940)
- Too Many Ghosts (1940)
- Battle of Magic (1940)
- Tank-Town Tour (1940)

#### Nouvelles signées Walter B. Gibson
- The Day New York Ended (1952)
- The Florentine Masks (1953) Publié en français sous le titre Les Masques florentins, Paris, Fayard, Le Saint détective magazine no 12, février 1956
- One Night in Paris (1955) Publié en français sous le titre Une nuit à Paris, Paris, Fayard, Le Saint détective magazine no 18, août 1956 ; réédition dans Les Magiciens du crime, Paris, Minerve, 1990

### Autres publications signées Walter B. Gibson
- Pratical Card Tricks (1921-1928)
- The Magic Square (1927)
- Houdini's Escapes and Magic (1930)
- Magic Made Easy: more than 200 mystifying feasts (1932)
- The Science of Numerology (1933)
- Secrets of Magic: a new book of tricks you can do (1945)
- What's New in Magic (1956)
- The Key of Hypnotism (1956)
- The Key of Astronomy (1958)
- The Key to Space Travel (1958)
- The Kay of Judo (1958)
- How to Play Winning Solitaire (1964)
- The Complete Illustrated Book of the Psychic Sciences (1966)
- The Master Magicians: their lives and most famous tricks (1966) Publié en français sous le titre Les Secrets des grands magiciens, Strasbourg, Éditions du spactacle, 1987
- 25 Ways to Beat the Horses (1967)
- Family Games America Plays (1970)
- Popular Card Tricks (1972)
- Professional Magic for Amateurs (1974)
- Poker: how to play - how to win (1974)
- Pinochle (1974)
- Play Poker and Win (1975)
- Beginner's Guide to Magic (1976)
- The Book of Magic (1978)
- Walter Gibson's Encyclopedia of Magic and Conjuring (1976)
- Walter Gibson's Big Book of Magic for All Ages (1980)

## Filmographie
- Le Fantôme du cirque (The Shadow) de Charles C. Coleman, sorti en 1937
- Le Fantôme du cirque (The Shadow) de James W. Horne, sorti en 1940